# Comunidad para el Desarrollo Humano
Fundación social sin fines de lucro fundada en 1980 por participantes del Movimiento Humanista en Chile. El Movimiento Humanista lo considera su "Frente Social y Cultural" (así como el Partido Humanista de Chile es el frente político).
También es conocida por su apócope de "la Comunidad"

## Orígenes
A nivel internacional se organiza el 23 de diciembre de 1980.
En Chile fue fundada como "Comunidad para el Equilibrio y el Desarrollo del Ser Humano", el 23 de diciembre de 1980 en Santiago de Chile, formalizando sus esatutos ante notario público el 31 de marzo de 1981. El Ministerio de Justicia le concede la personalidad jurídica mediante Decreto Supremo N° 1347, del 13 de octubre de 1981.
Sus fundadores son Juan Chambeaux Saavedra, Juan Avignó Simon.
Si

## Trayectoria social
En los años 1983 y 1984, La Comunidad organizó una campaña de recolección de firmas para conseguir un “Tratado de Paz permanente entre Chile y Argentina”. Se obtuvieron 522 062 suscripciones.
En marzo de 1984, desde la Secretaría de Asuntos Sociales de La Comunidad se formó el Partido Humanista.
El año 2004 fue una de las organizaciones sociales cofundadora de PODEMOS y promotora de la Plataforma Chile contra el maltrato ciudadano.

## 2007
En 2007 su directiva estabs formada por:
- Guillermo Garcés: Presidente y representante Legal
- María Elena Balbontín: Secretaria
- Patricia Arriagada: Tesorera
- Janette Marín: Vicepresidenta
- Juan Aviñó: 1.er Director

## Presidentes
- Juan Chambeaux Saavedra 1984 -
- Laura Rodríguez Riccolominni 1990
- Pía Figueroa Edwards 2000
- Guillermo Garcés Parada